# Eduard Ellwein
Eduard Ellwein (* 26. September 1898 in Madras, Britisch-Indien; † 15. Juni 1974) war ein deutscher evangelisch-lutherischer Theologe und Pfarrer.

## Leben
Ellwein wurde 1898 als Sohn eines evangelisch-lutherischen Missionars in Ostindien geboren. Er war von 1924 bis 1926 Stadtvikar in München-Sendling. 1926 war er Reisepfarrer. Danach war er von 1926 bis 1948 Pfarrer in München-Solln und Augsburg. Im beginnenden Kirchenkampf gehörte er zur Jungreformatorischen Bewegung. Von 1949 bis 1965 war er Hochschullehrer für Neues Testament an der Augustana-Hochschule in Neuendettelsau; er war ordentlicher Professor und stellvertretender Rektor. Von 1956 bis 1963 war er auch Rektor des Pastoralkollegs in Neuendettelsau.
Eduard Ellwein, verheiratet, war der jüngere Bruder von Theodor Ellwein, ebenfalls Theologe; sein Neffe war Thomas Ellwein.

## Publikationen (Auswahl)
- De novitate vitae. Vom neuen Leben. Eine systematische und theologie-geschichtliche Untersuchung (= Forschungen zur Geschichte und Lehre des Protestantismus. Bd. 1). Kaiser Verlag, München 1932.
- Der Heilige Gottes. Eine Erläuterung des Markus-Evangeliums. Kaiser Verlag, München 1938.
- Die göttliche Wirklichkeit des Sakraments (= Bekennende lutherische Kirche. Nr. 8). Freimund Verlag, Neuendettelsau 1951.
- Summus evangelista. Die Botschaft des Johannesevangeliums in der Auslegung Luthers, München 1960.
- Heilsgegenwart und Heilszukunft im Neuen Testament. 2 Abhandlungen (= Theologische Existenz heute. Neue Folge Nr. 114.). Chr. Kaiser Verlag, München 1964.
- Martin Luther: Ausgewählte Werke, hrsg. von H.H. Borcherdt und Georg Merz, Ergänzungsband 2: Vorlesung über den Römerbrief 1515/1516. Kaiser Verlag, München 1927 (5. Aufl. 1965).